# Divina Sapienza
Divina Sapienza, conhecida também apenas como Chiesa della Sapienza, é uma igreja de Roma localizada na Piazzale Aldo Moro, no interior da cidade universitária da capital, conhecida como "La Sapienza", no quartiere Tiburtino. É dedicada à Sabedoria como uma das virtudes cardinais e um dos atributos de Cristo.
Apesar de ser frequentemente chamada de "capela", a Diocese de Roma a considera como uma igreja, ou seja, um local de devoção com acesso irrestrito ao público.

## História
Esta igreja foi construída para a universidade de Roma por Pio XII com base num projeto do arquiteto Marcello Piacentini em 1947. Encarregada iniciada ao clero da Diocese de Roma e, desde 1958, é gerida pelos jesuítas. Dois papas a visitaram: o papa Pio VI em 14 de março de 1964 e o papa São João Paulo II em 19 de abril de 1991.

## Descrição
A igreja, de planta elíptica, foi inspirada nas igrejas de mesmo tipo da Roma barroca que, por sua vez, foram inspirada pelas igrejas de planta central de origem paleocristã como a Basílica do Santo Sepulcro em Jerusalém e o Mausoléu de Santa Constança em Roma. Externamente a igreja se apresenta com tijolos aparentes com beiral e portal em travertino. No primeiro está a inscrição "Sapientia a Deo est et cum illo fuit semper et est ante aevum" ((Eclesiástico 1,1 em latim: "Toda a sabedoria vem do Senhor Deus, ela sempre esteve com ele. Ela existe antes de todos os séculos"). 
Sobre o portal está uma estátua de "Nossa Senhora da Sapiência", obra de Arturo Dazzi, e, na luneta do acesso lateral, está uma estátua de mármore de "Cristo Mestre", obra de Romano Romanelli.
O interior abriga diversas obras de arte importantes, incluindo um grande afresco de Giovanni Brancaccio chamado "Cristo Revela a Lei entre a Virgem e os Santos", um crucifixo de bronze de Venanzo Crocetti e uma "Pietà" de Giovanni Prini na cripta.

## Ligações extarnas
- «Cappella della Sapienza» (em italiano). Site oficial